# Chiesa della Consolazione (Genova)
La chiesa della Consolazione o, più esattamente, chiesa di Nostra Signora della Consolazione e San Vincenzo martire (conosciuta però anche con il nome di chiesa di Santa Rita) è uno dei principali luoghi di culto cattolico di Genova. È situata nel quartiere di San Vincenzo, nella centrale via XX Settembre e fa parte del vicariato Carignano-Foce dell'Arcidiocesi di Genova.

## Storia

### La prima chiesa sul colle dello Zerbino
Di una chiesa intitolata a Nostra Signora della Consolazione si hanno notizie, a Genova, a partire dal 1475. Tale chiesa, legata al nome del beato Battista Poggi, era annessa al convento della Congregazione della Consolazione, una congregazione riformata che faceva parte dell'Ordine di Sant'Agostino. La collocazione iniziale era all'esterno delle mura cittadine, nella località chiamata Artoria, alle pendici del colle dello Zerbino (dal termine genovese "Zerbo", che significa "muschio"). Il tracciato delle mura Nuove, costruite nel 1632, venne a passare proprio sopra di essa. Nei decenni successivi, la necessità di migliorare le difese cittadine obbligò a sgomberare ulteriormente anche l'area in prossimità delle mura, rendendo necessaria l'eliminazione del complesso conventuale, demolito nel dicembre del 1681 nonostante l'opposizione dei padri agostiniani.

### La chiesa moderna
Gli agostiniani ottennero nella circostanza dalla Repubblica di Genova l'autorizzazione a edificare un nuovo convento sull'area dove oggi sorge l'attuale chiesa. L'edificazione ebbe luogo dal 1681 al 1706, su progetto incertamente attribuito a Pietro Antonio Corradi, ma la chiesa fu aperta al culto già dal 1693 sotto il patrocinio delle famiglie genovesi Durazzo, Della Torre, Canevari e Lercari-Castiglione. Nel 1769 fu dotata della cupola, disegnata da Simone Cantoni. Nel 1864 fu realizzata la facciata.
Inizialmente gli agostiniani, ospitati nel vicino palazzo Pinelli, attualmente inglobato nelle pertinenze della chiesa, officiavano le funzioni religiose nella vicina parrocchiale di San Vincenzo. Accanto a questa prima sistemazione iniziarono a costruire la nuova chiesa.
Nel tempo, nella chiesa sono state raccolte opere d'arte provenienti dall'antica sede e da diverse chiese cittadine soppresse, tuttavia gli agostiniani preferirono dedicare le risorse disponibili all'edificazione di un convento che avesse anche una funzione di riferimento culturale, piuttosto che all'abbellimento della chiesa. Se poche infatti sono le opere d'arte settecentesche, peraltro commissionate da benefattori delle già citate famiglie, il convento si estendeva su un'area di 10.000 metri quadrati ed aveva quattro piani, di cui uno occupato dalla biblioteca.
Fu anche iniziato ma mai terminato un grande chiostro settecentesco, rimasto incompiuto, che verso la fine del XIX secolo divenne sede del Mercato Orientale di via XX Settembre, quale rimane tuttora. Del chiostro originario, il mercato comprende i colonnati ai lati posti verso la chiesa e verso la via XX Settembre nonché il portale chiuso sulla piazzetta di accesso al mercato in via Galata, mentre gli altri due lati sono stati completati quando venne realizzato il mercato Orientale.
Con la nuova dominazione napoleonica e i conseguenti editti del Bonaparte di soppressione degli ordini religiosi, nel 1810 gli agostiniani furono costretti all'abbandono della chiesa che, passata al clero diocesano, nel 1813 fu eretta al titolo di parrocchia, aggiungendo al proprio titolo anche quello della vicina chiesa di San Vincenzo, che aveva dato il nome all'omonimo sestiere, soppressa perché per le esigue dimensioni era divenuta insufficiente per svolgere il ruolo parrocchiale. Gli agostiniani, che tuttora reggono la parrocchia, vi fecero ritorno nel 1816.
Dal ritorno degli agostiniani, per tutto l'Ottocento, fu completata la decorazione della chiesa, per opera di Michele Canzio, Giuseppe Isola, Giuseppe Paganelli, Giovanni Quinzio e Francesco Semino.
L'edificio fu ufficialmente consacrato nel 1875 dall'arcivescovo di Pisa monsignor Paolo Micallef. Dopo il 1875 vennero realizzati nuovi cicli di affreschi all'interno della chiesa.
Nel Novecento ebbe grande impulso il culto di santa Rita da Cascia, alla quale è stato dedicato un altare, in precedenza intitolato a san Rocco. Il 22 maggio, in occasione della ricorrenza della santa, numerosi fedeli prendono parte alla tradizionale benedizione delle rose. Il 12 febbraio 1961 il cardinale Giuseppe Siri ha benedetto il nuovo artistico portone in bronzo, con i due battenti dedicati a sant'Agostino e san Tommaso di Villanova.

## Descrizione artistica

### Esterno

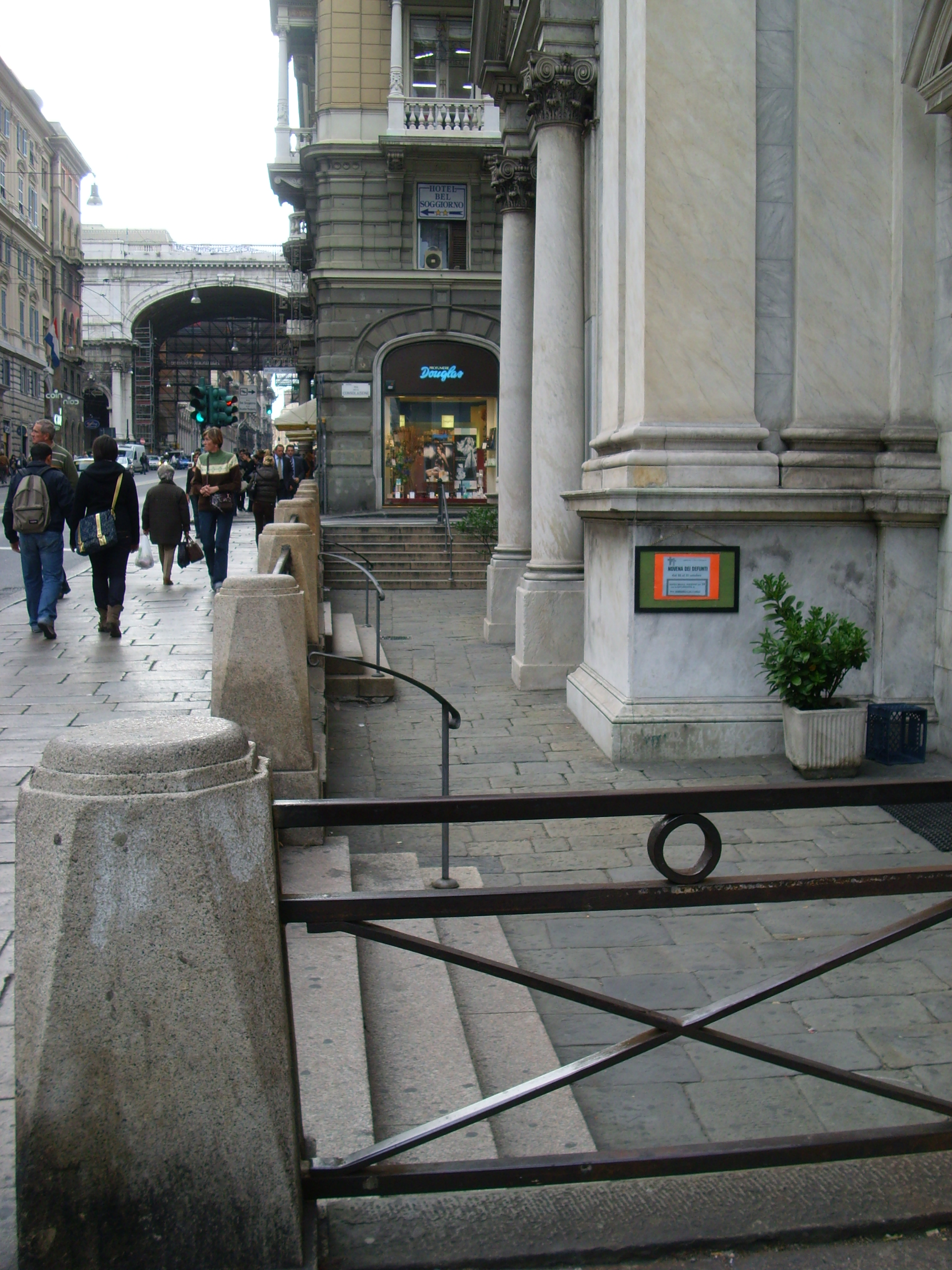
L'ingresso della chiesa; l'immagine evidenzia l'ingresso posto ad un livello inferiore rispetto al piano stradale di via XX Settembre

La facciata barocca è stata completata da Carlo Biale solo nel 1864. Sul portale d'ingresso principale è collocata la copia di una statua in marmo del XVI secolo, raffigurante la Madonna col Bambino. L'originale, proveniente dalla chiesa di Artoria, assai danneggiato da eventi bellici, è ora conservato all'interno della chiesa.
I portali d'ingresso si trovano oggi ad un livello inferiore rispetto al piano stradale, perché via XX Settembre, aperta nell'ultimo decennio dell'Ottocento, fu realizzata ad una quota superiore rispetto all'antica via della Consolazione, sulla quale si apriva l'entrata della chiesa.

### Interno

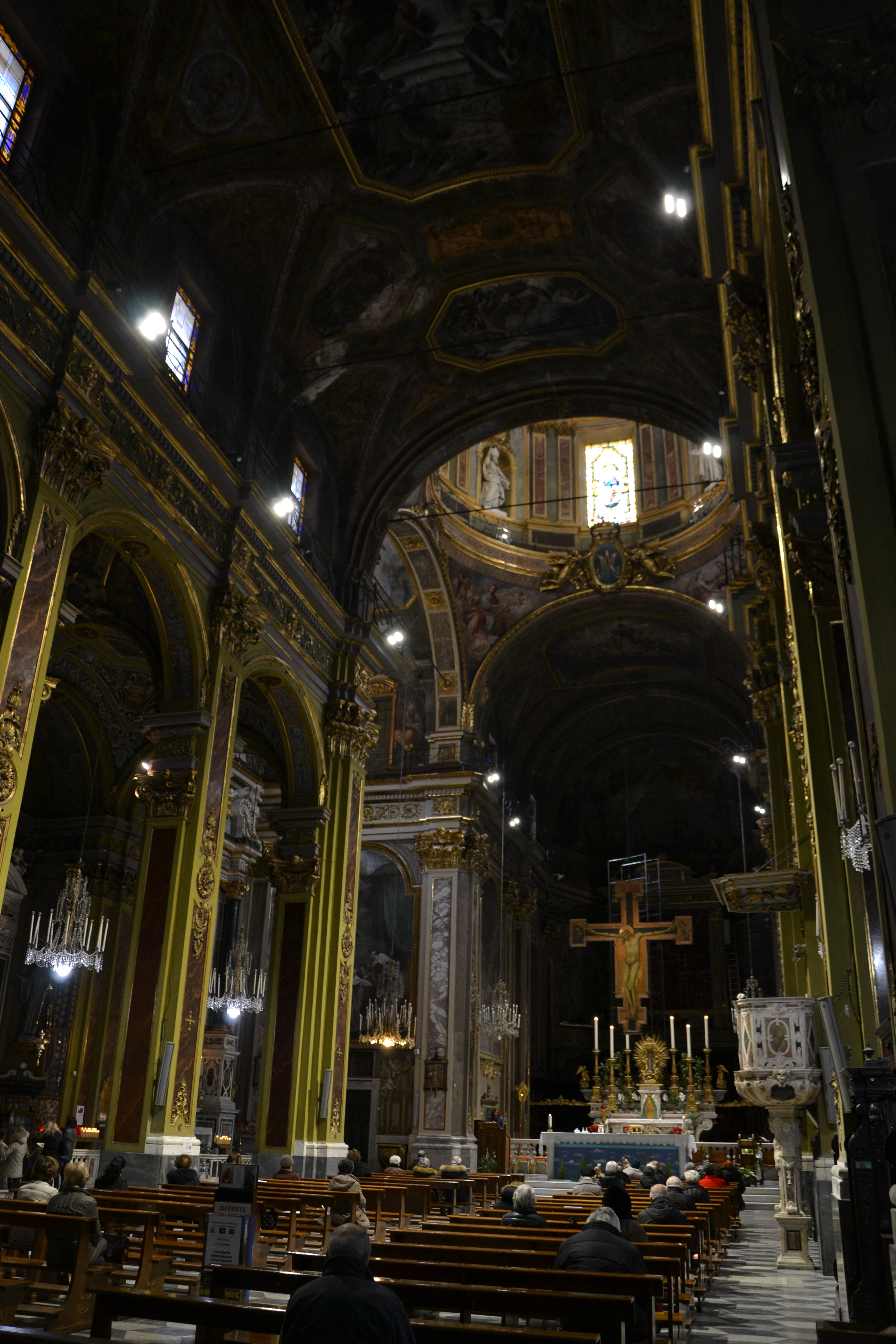
L'interno della chiesa

La chiesa ha tre navate, separate da pilastri quadrangolari. Sopra all'altare maggiore è sospeso un grande crocifisso su tavola (circa 5 m x 4 m), probabilmente proveniente dalla soppressa chiesa di Sant'Agostino in Sarzano, dipinto intorno al 1350 da un ignoto allievo di Pietro Lorenzetti, citato come il Maestro di Santa Maria di Castello, per un'altra tavola conservata presso questa chiesa.
La volta della navata centrale e la controfacciata sono state affrescate nel 1874 da Giuseppe Isola (Visioni dell'Apocalisse, Gloria di Nostra Signora della Consolazione e Giuditta rientra trionfante in Betulia), mentre gli affreschi delle navate laterali sono opera di Giovanni Quinzio.
Nel presbiterio è conservato un frammento di muro con un piccolo affresco in chiaroscuro raffigurante la Deposizione, attribuito a Perin del Vaga e proveniente dalla sacrestia della vecchia chiesa di Artoria. Le pareti del presbiterio sono state affrescate da Cesare Maccari (1889).
Nell'abside, la cui volta è stata affrescata nel 1825 da Filippo Alessio si trova il coro, con elaborati stalli lignei settecenteschi.

#### Cappelle laterali
Lungo la navata si trovano dieci cappelle, cinque per ciascun lato, che ospitano gli altari secondari.

##### Altari a destra

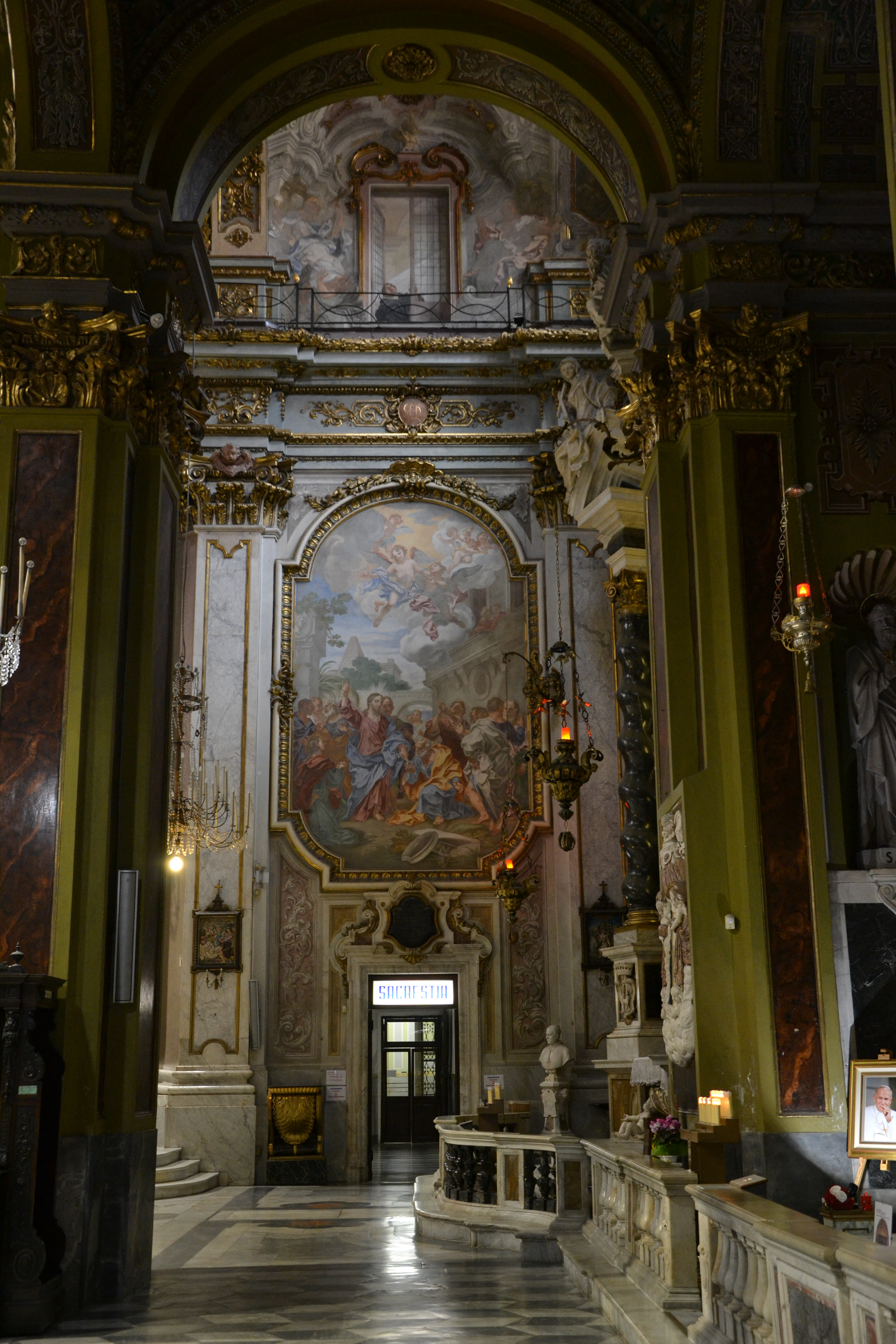
Paolo Gerolamo Piola, San Pietro che riceve le chiavi da Gesù

- Primo altare: dedicato a san Giuseppe e alla beata Maria Teresa Fasce, con una tela di Domenico Fiasella (San Tommaso di Villanova distribuisce i beni ai poveri).[3]
- Secondo altare: dedicato all'Immacolata.
- Terzo altare: dedicato a san Nicola da Tolentino, gruppo ligneo settecentesco raffigurante il santo, di Agostino Storace, allievo del Maragliano, pesantemente rimaneggiato nell'Ottocento.[3]
- Quarto altare: dedicato a san Vincenzo. Martirio di San Vincenzo (1605), attribuito alla scuola di Lazzaro Tavarone, proveniente dall'omonima chiesa, mentre sul pilastro tra questa cappella e la successiva si trova un bassorilievo in terracotta smaltata (1475) rappresentante la Natività della scuola di Andrea della Robbia.[3]
- Quinto altare: dedicato a sant'Agostino o alla Madonna della Cintura, con affreschi settecenteschi di Paolo Gerolamo Piola (Battesimo di S. Agostino e San Pietro che riceve le chiavi da Gesù) e un grande gruppo marmoreo di Bernardo Schiaffino[9], raffigurante La Madonna con i santi Agostino e Monica.[3]

##### Altari a sinistra
- Primo altare: dedicato a san Giovanni da San Facondo, con un dipinto settecentesco di Francesco Narice (1719-1785) (San Giovanni da San Facondo salva miracolosamente un bambino caduto in un pozzo).
- Secondo altare: dedicato a san Lorenzo, con una pala di Domenico Piola raffigurante il Martirio di san Lorenzo.[3]
- Terzo altare: dedicato alla Madonna del Rosario: vi è collocata una macchina d'altare seicentesca, scolpita da Giovanni Battista Santacroce e proveniente dalla chiesa di San Vincenzo, mentre le due statue nelle nicchie (San Domenico e Santa Caterina da Siena) sono attribuite alla bottega del Maragliano.[3]
- Quarto altare: dedicato a santa Rita da Cascia: sull'altare una pala ovale raffigurante la santa, di Tito Troja (XIX secolo) e sepoltura del frate agostiniano Michele Agostino Delfino[10]
- Quinto altare: dedicato a Nostra Signora della Salute: vi si trova un piccolo quadro, copia settecentesca di un dipinto del Sassoferrato, proveniente dalla scomparsa chiesa di Santa Maria della Pace, che sorgeva proprio di fronte alla chiesa della Consolazione. L'altare di questa cappella era in origine l'altare maggiore della chiesa di San Camillo, qui trasferito nel 1813. Alle pareti della cappella varie opere di Giuseppe Paganelli.

### Organi a canne
Sull'ampia cantoria posta nell'abside si trova l'organo a canne Giacomo Locatelli opus 48, costruito nel 1880 e restaurato dalla ditta Mascioni nel 1975. Lo strumento, a trasmissione integralmente meccanica, ha tre tastiere di 61 note ed una pedaliera concava di 27.
Nella stessa abside, a pavimento, si trova l'organo a canne Giacomo Locatelli opus 47, costruito nel 1879. Lo strumento, interamente espressivo, è a trasmissione meccanica ed ha un'unica tastiera di 58 note con prima ottava cromatica estesa e pedaliera concava di 24 note.

### Sacrestia
La sacrestia, a cui si accede dal fondo della navata destra, è arredata con mobili settecenteschi; sulla volta affreschi raffiguranti la Gloria di Sant'Agostino di Giovanni Battista Merano. Nel corridoio attiguo alla sacrestia è collocata una statua di Sant'Agostino, opera di Pasquale Bocciardo, mentre nel vestibolo si trova un grande crocifisso processionale attribuito a Bernardo Schiaffino.

### Refettorio
Nel refettorio del convento è conservata una notevole raccolta di quadri. Tra le opere più significative:
- Madonna con i santi Agostino, Rocco e Sebastiano, di Antonio da Como (1529);
- Sacra Famiglia, di Orazio De Ferrari (1648);
- Ultima Cena, soggetto ricorrente nei refettori conventuali, attribuita a Luca Cambiaso;
- Deposizione, di Antonio Semino (1547);
- San Rocco in adorazione della Madonna, di Domenico Bocciardo (metà del XVIII secolo);
- Assunzione di Maria, del frate agostiniano Michele Agostino Delfino, morto nel 1814 e sepolto nell'altare di Santa Rita della stessa chiesa;[10]
- Battesimo di sant'Agostino e Traslazione dell'Immagine della Madre del Buon Consiglio, di Antonio Giolfi (XVIII secolo).